# Eltville am Rhein
Eltville sul Reno (in tedesco Eltville am Rhein) è un paese appartenente al circondario di Rheingau-Taunus, nell'Assia, in Germania. Il nome, malgrado termini in "ville", non è francese, ma deriva da "Alta Villa". Eltville è conosciuta per i suoi vini (tra cui il Riesling), e le rose. Alcuni tra i più rinomati vigneti tedeschi sono siti entro i confini municipali (Steinberg, Rauenthaler Baiken, Erbacher Marcobrunn).

## Geografia fisica
Oltre al centro abitato di Eltville, fanno parte del comune i seguenti villaggi:
- Erbach
- Hattenheim
- Martinsthal
- Rauenthal

La città più grande nelle vicinanze è Wiesbaden, circa dieci chilometri a est. Culturalmente, Eltville appartiene alla regione del Rheingau.

## Storia
Eltville è stata menzionata nella prima volta nel 1058.

## Siti d'interesse storico
- Castello di Eltville